# 1366

## Události
- 23. dubna – první písemná zmínka o Maňovicích
- 25.–30. října byl pozorován průlet komety Tempel-Tuttle

### Probíhající události
- 1337–1453 – Stoletá válka
- 1351–1368 – Povstání rudých turbanů

## Narození
- 3. dubna – Jindřich IV., anglický král († 20. března 1413)
- 11. května – Anna Lucemburská, anglická královna jako manželka Richarda II. († 7. června 1394)

## Úmrtí
- 25. ledna – Heinrich Seuse, německý filozof, mystik a světec (* 21. března 1295)
- 14. listopadu – Markéta Habsburská, moravská markraběnka (* 1346)
- Ming Jü-čen, čínský císař říše Sia (* 1331)

## Hlava státu
- České království – Karel IV.
- Moravské markrabství – Jan Jindřich
- Svatá říše římská – Karel IV.
- Papež – Urban V.
- Anglické království – Eduard III.
- Francouzské království – Karel V.
- Polské království – Kazimír III.
- Uherské království – Ludvík I.
- Lucemburské vévodství – Václav Lucemburský
- Portugalsko – Petr I.
- Dánsko – Valdemar IV.
- Švédsko – Albrecht Meklenburský
- Norsko – Haakon VI. Magnusson
- Byzantská říše – Jan V. Palaiologos
- Osmanská říše – Murad I.